# Neoepiscardia besucheti
Neoepiscardia besucheti är en fjärilsart som beskrevs av László Anthony Gozmány. Neoepiscardia besucheti ingår i släktet Neoepiscardia och familjen äkta malar. Inga underarter finns listade i Catalogue of Life.